# Kadipikonda
Kadipikonda es una ciudad censal situada en el distrito de Hanamkonda en el estado de Telangana (India). Su población es de 8685 habitantes (2011). Forma parte del área metropolitana de Warangal
.

## Demografía
Según el censo de 2011 la población de Kadipikonda era de 13841 habitantes, de los cuales 4313 eran hombres y 4172 eran mujeres. Kadipikonda tiene una tasa media de alfabetización del 75,71%, superior a la media estatal del 67,02%: la alfabetización masculina es del 87,20%, y la alfabetización femenina del 64,46%.